# Xác minh phần mềm
Xác minh phần mềm (tiếng Anh: Software verification) là một quy tắc của công nghệ phần mềm với mục tiêu đảm bảo rằng phần mềm đáp ứng đầy đủ tất cả các yêu cầu dự kiến.
Có hai cách tiếp cận cơ bản để xác minh:
- Xác minh động, còn được gọi là Kiểm thử hay Thí nghiệm - thích hợp cho tìm lỗi
- Xác minh tĩnh, còn được gọi là Phân tích - hữu ích cho việc chứng minh tính chính xác của một chương trình mặc dù đôi khi nó dẫn đến các lỗi sai